# Just Because I'm a Woman: Songs of Dolly Parton
Just Because I'm a Woman: Songs of Dolly Parton är ett tributalbum till Dolly Parton av blandade artister, släppt den 14 oktober 2003. Det namngavs efter en sång Dolly Parton skrev och spelade in 1968; och hon spelade in den på nytt inför detta album.

## Låtlista
1. 9 to 5 - Alison Krauss
2. I Will Always Love You - Melissa Etheridge
3. The Grass Is Blue - Norah Jones
4. Do I Ever Cross Your Mind - Joan Osborne
5. The Seeker - Shelby Lynne
6. Jolene - Mindy Smith
7. To Daddy - Emmylou Harris
8. Coat of Many Colors - Shania Twain och Alison Krauss
9. Little Sparrow - Kasey Chambers
10. Dagger Through the Heart - Sinéad O'Connor
11. Light of a Clear Blue Morning - Allison Moorer
12. Two Doors Down - Me'shell N'Degeocello
13. Just Because I'm a Woman - Dolly Parton